# Panelus ovatus
Panelus ovatus là một loài bọ cánh cứng trong họ Bọ hung (Scarabaeidae).